# Ondres
Ondres – miejscowość i gmina we Francji, w regionie Nowa Akwitania, w departamencie Landy.
Według danych na rok 1990 gminę zamieszkiwało 3100 osób, a gęstość zaludnienia wynosiła 205 osób/km² (wśród 2290 gmin Akwitanii Ondres plasuje się na 132. miejscu pod względem liczby ludności, natomiast pod względem powierzchni na miejscu 752.).